# Pierre-Jean de Béranger

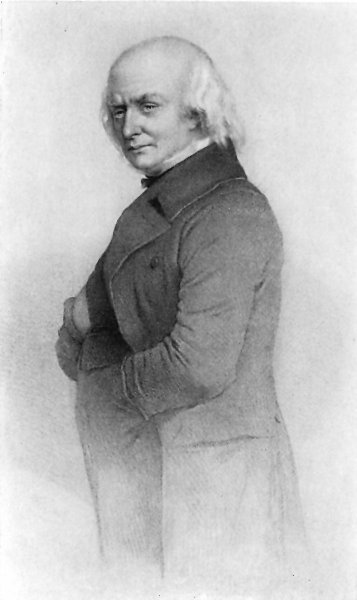
Pierre-Jean de Béranger.

Pierre-Jean de Béranger född 19 augusti 1780 i Paris, död 16 juli 1857, var en fransman som främst skrev politiska sånger. 
Béranger föddes i en småborgerlig familj (adelspartikeln de i namnet lade han sig senare själv till med). Han tillbringade barndomen hos farfadern, som var skräddare, och var som liten pojke vittne till stormningen av Bastiljen. Han flyttade senare till Péronne, där han bodde hos en tant som drev ett värdshus där. Han började som lärling vid ett tryckeri, och fick undervisning i versskrivandets konst. Som femtonåring genomgick han Institu patriotique i Péronne, en elementarskola driven efter Rousseaus principer. Han återvände därefter till Paris, där han försökte försörja sig med att skriva komedier. I tjugoårsåldern författade han ett epos, Clovis, samt en idyll La Pélerinage i fyra sånger, båda i François-René de Chateaubriands stil. Han led vid den här tiden stor nöd under sitt bohemliv, och när fattigdomen var som värst, funderade han på att emigrera till Egypten. Efter hand började han skriva visor och lyriska småsaker, och det gick lite bättre. 1803 skickade han en bunt manuskript till Lucien Bonaparte, som gav honom uppmuntran och ett stipendium. En liten tid senare fick han även en enklare tjänst vid Parisuniversitetets sekretariat. Under bourbonska restaurationen blev hans visor och populära, med sina spår av revolutionsromantik och Napoleonbeundran. Kungamakten uppskattade dem däremot inte. Den första samlingen utkom 1815, och den andra, som utkom 1821 renderade honom 3 månaders fängelse och böter. Då den fjärde samlingen utgavs 1828, höjdes straffsatsen till 10 000 francs böter och 9 månaders fängelse. Bötessumman var dock vid den här tiden inget större problem för Béranger, som var en av de populäraste författarna vid den här tiden. Vid Februarirevolutionen 1848 invaldes han med överväldigande röstsiffror i konstuterande församlingen, trots att han undanbett sig engagemang inom politiken.
Hans samlade verk, Oeuvres complètes, utgavs i två band 1857, samma år kom självbiografin Ma biographie. 1860 utgavs hans brev Correspondcance i 4 band.